# Іса Суліман
Іса Суліман (англ. Easah Suliman, нар. 26 січня 1998, Бірмінгем) — англійський і пакистанський футболіст, захисник азербайджанського клубу «Сумгаїт».
Виступав, зокрема, за клуби «Астон Вілла» та «Насіунал», а також національну збірну Пакистану.

## Клубна кар'єра
Народився 26 січня 1998 року в місті Бірмінгем. Вихованець футбольної школи клубу «Астон Вілла». У першій команді Суліман закріпитись не зумів, тому більшість часу грав на правах оренди за нижчолігові «Челтнем Таун» та «Грімсбі Таун», а також нідерландський «Еммен».
З 2020 року один сезон захищав кольори клубу «Віторія» (Гімарайнш).
З 2021 року один сезон захищав кольори клубу «Насіунал» як орендований гравець.
Протягом 2022—2023 років захищав кольори клубу «Вілафранкенсе».
До складу клубу «Сумгаїт» приєднався 2023 року. Станом на 24 липня 2023 року відіграв за сумгаїтську команду 9 матчів в національному чемпіонаті.

## Виступи за збірні
У 2012 році дебютував у складі юнацької збірної Англії (U-16), загалом на юнацькому рівні взяв участь у 46 іграх, відзначившись 3 забитими голами.
У 2023 році дебютував в офіційних матчах у складі національної збірної Пакистану.

## Титули і досягнення
- Чемпіон Європи (U-19): 2017